# Консультація навчальна
Консульта́ція — форма навчального заняття, при якій студент отримує відповіді від викладача на конкретні запитання або пояснення певних теоретичних положень чи аспектів їх практичного застосування.